# 磷酸铷
磷酸铷是一种无机化合物，是铷的磷酸盐之一，化学式为Rb3PO4。它和硝酸铬在磷酸中于200 °C反应，可以得到RbCrHP3O10和Rb3Cr3P12O36。
磷酸铷可由磷酸和氢氧化铷或碳酸铷反应得到。